# Guadalca insularis
Guadalca insularis is een libellensoort uit de familie van de glanslibellen (Corduliidae), onderorde echte libellen (Anisoptera).
De wetenschappelijke naam van de soort is voor het eerst geldig gepubliceerd in 1957 door Kimmins. Het is de typesoort (en enige soort) van het geslacht Guadalca; ze komt voor op Guadalcanal.